# Robert Sobukwe
Robert Mangaliso Sobukwe (né le 5 décembre 1924 - décédé le 27 février 1978) est un homme politique d'Afrique du Sud, fondateur du Congrès panafricain d'Azanie. 

## Biographie
Robert Sobukwe est né dans une famille méthodiste et pauvre de Graaff-Reinet dans la province du Cap. Il effectue sa scolarité dans une école missionnaire puis au lycée de Healtdown et obtient une bourse pour poursuivre des études supérieures à l'Université de Fort Hare. C'est là, en 1948, qu'il adhère à l'organisation de jeunesse du Congrès national africain (ANC) et qu'en 1949, il préside le conseil représentatif des étudiants de Fort Hare où il révèle ses qualités d'orateur. 
En 1952, Sobukwe est enseignant au lycée de Standerton. Il participe à la campagne de défiance contre le gouvernement sud-africain et la politique d'apartheid alors en phase d'instauration. Il est alors secrétaire de l'ANC sur la zone de Standerton.
En 1954, il est nommé chargé de cours à l’université du Witwatersrand et s'installe à Johannesburg où il devient éditeur de The Africanist, un magazine panafricain. Partisan d'une option politique radicale et africaniste, il rejette le modèle universel et multiracial proposé par l'ANC et critique l'influence des communistes blancs sur le mouvement de libération.
En 1958, il rompt définitivement avec l'ANC.
En avril 1959, il fonde à Johannesburg le Congrès panafricain d'Azanie (PAC) dont il devient le président et en fait un rival immédiat de l'ANC. Il adopte les idéaux panafricanistes exprimés lors de la conférence d’Accra en décembre 1958 et revendique ainsi le droit pour les noirs d'Afrique du Sud de se libérer par eux-mêmes et de se gouverner. Son discours influencera pendant deux décennies de nombreux jeunes militants noirs ainsi que le mouvement de la Conscience noire (Black Consciousness Movement).
Le premier coup d'éclat du PAC est de devancer l'ANC en relançant l'organisation des campagnes de défiance au gouvernement. Alors que l'ANC annonçait le lancement d'une campagne de défiance à compter du 31 mars 1960, le PAC décida d'organiser sa propre campagne de défiance 10 jours plus tôt le 21 mars 1960. Sobukwe appela les Noirs à laisser leurs "passeports intérieurs" (carte d'identité + laisser passer) chez eux, défiant les lois d'apartheid, et de manifester pacifiquement devant les commissariats de police.
À Sharpeville, la manifestation pacifique dérapa en massacre. La police tua 69 personnes et en blessa 186. la plupart des victimes furent atteints de balles dans le dos.
C'est à la suite de ce massacre de Sharpeville que le gouvernement du Parti national afrikaner décréta l'état d'urgence et prononça l'interdiction du PAC et de l'ANC. Sobukwe fut arrêté et condamné à trois ans de prison alors que de nombreux militants quittaient le pays. Une fois arrivé au bout de sa peine, il ne fut pas pour autant relâché et est envoyé sur l'île de Robben Island, à la suite d'une nouvelle loi autorisant le ministre de la Justice à prolonger la détention de condamnés pour des motifs de sécurité nationale. Cette loi fut surnommée "la clause Sobukwe" car il fut le seul condamné à avoir eu sa détention en prison prolongée sur cette base législative. 
En prison, Sobukwe est mis en isolement. Il lui est permis d'avoir accès à la presse et aux livres mais il ne cohabite pas avec les autres détenus. Il parvint néanmoins à faire parvenir à l'extérieur des messages dont son approbation du nouveau programme politique du PAC, dorénavant pourvu d'un programme d'inspiration maoïste. Durant cette période, il poursuit des études par correspondance et est diplômé en économie de l'Université de Londres. 
En 1969, Sobukwe est remis en liberté mais est assigné à semi-résidence pour 5 ans à Galeshewe, un quartier de Kimberley où sa famille le rejoint. Il y trouve un emploi mais toute activité politique lui est interdite. En 1974, son assignation est renouvelée pour 5 ans. 
Il termine ses études de droit et s'installe dans un cabinet juridique en 1975. 
Atteint d'un cancer des poumons, il est hospitalisé en 1977 et meurt en février 1978. Il est enterré à Graaff-Reinet le 11 mars 1978. 
En 2004, Sobukwe était cité à la 42e place des 100 Greatest South Africans. Le lieu de sa détention, situé face à l'endroit où les chiens de garde de Robben Island dormaient, peut être visité. Il contient aujourd'hui les exemplaires originaux des lettres que Robert Sobukwe envoyait à sa femme et recevait de cette dernière au cours de sa détention.